# Katsushika Ōi

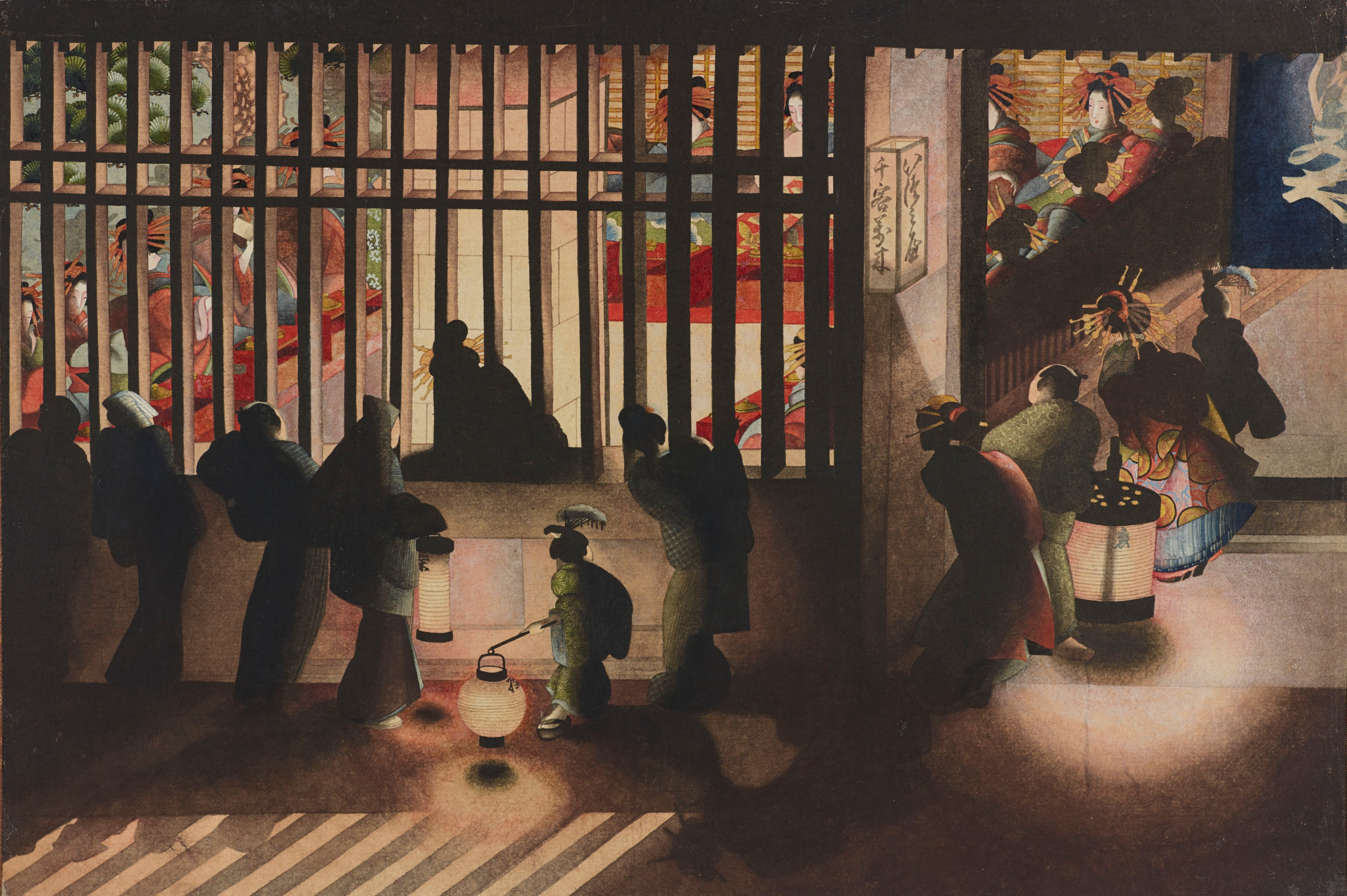
Yoshiwara, la nuit (吉原格子先之図) par Katsushika Oi.

Katsushika Ōi (葛飾 応為) (c. 1800–c. 1866), également connue sous le nom de
Ei (栄), est une artiste japonaise de Ukiyo-e de la fin du XIXe siècle, de l'époque d'Edo. Sa mère était la seconde épouse de Hokusai. Non seulement Ōi a travaillé comme assistante de son père, mais elle était aussi une peintre accomplie elle-même,. Il existe plusieurs théories quant à l'origine de son nom, y compris Ei (son prénom), Ei-jo (jo, qui signifie « femme de » ou « fille » en japonais), O-i (« fidèle à itsu »), et O-Ei (お栄) (O est un préfixe honorifique pour les femmes à l'époque Edo).

## Biographie
Les dates de naissance et de mort de Katsushika Ōi ne sont pas connues avec exactitude. Elle est la fille de l'artiste Katsushika Hokusai (1760-1849). Hokusai a été marié deux fois. Avec sa première épouse, il a eu un fils et deux filles, et avec la seconde, appelée Koto (こと), un fils et une ou deux filles. Il est dit que Ōi est née alors que Hokusai avait 37 ans, en l'an 12 de Kansei, vers 1800,.
Ōi a épousé l'artiste Minamisawa Tōmei vers 1824. Ils ne s'entendaient pas bien, et elle le considérait comme un comiquement piètre artiste. Ils ont divorcé vers 1827
; elle est retournée à la maison de son père et ne s'est jamais remariée. Ōi par la suite a aidé Hokusai dans son art et a commencé sa propre production. À propos de ses bijin-ga , des portraits de belles femmes, Hokusai aurait dit : « Mes bijin-ga ne valent pas ceux d'Oei. » La mère d'Ōi est morte vers 1828. On ne sait pas ce qu'il est advenu d'Ōi après la mort de son père en 1849.
Tsuyuki Iitsu, un élève de Hokusai dans ses dernières  années, l'a décrite comme ayant une personnalité excentrique, comme son père et un esprit de charité — elle avait l'ambition de devenir une femme sage, comme une xian.

## Œuvre
Ōi est connu pour avoir excellé dans l'art de l'écriture et dans les bijin-ga, les peintures de belles femmes.
Quelques-unes de ses œuvres :
- Kinuta Beauté travaillant un tissu au clair de lune (date inconnue) — gravure sur bois. Musée national de Tokyo ;
- Yoshiwara, la nuit (date inconnue) — Les lettres de son nom peuvent être observées dans cette scène, réparties sur trois différentes lanternes marquées par des symboles "O", "i", et "Ei'. Ukiyo-e, Ota Memorial Museum of Art ;
- Opération sur le bras de Guan Yu (c. 1818–1854) — rouleau ; encre, couleur et feuille d'or sur soie. – Cleveland Museum of Art.

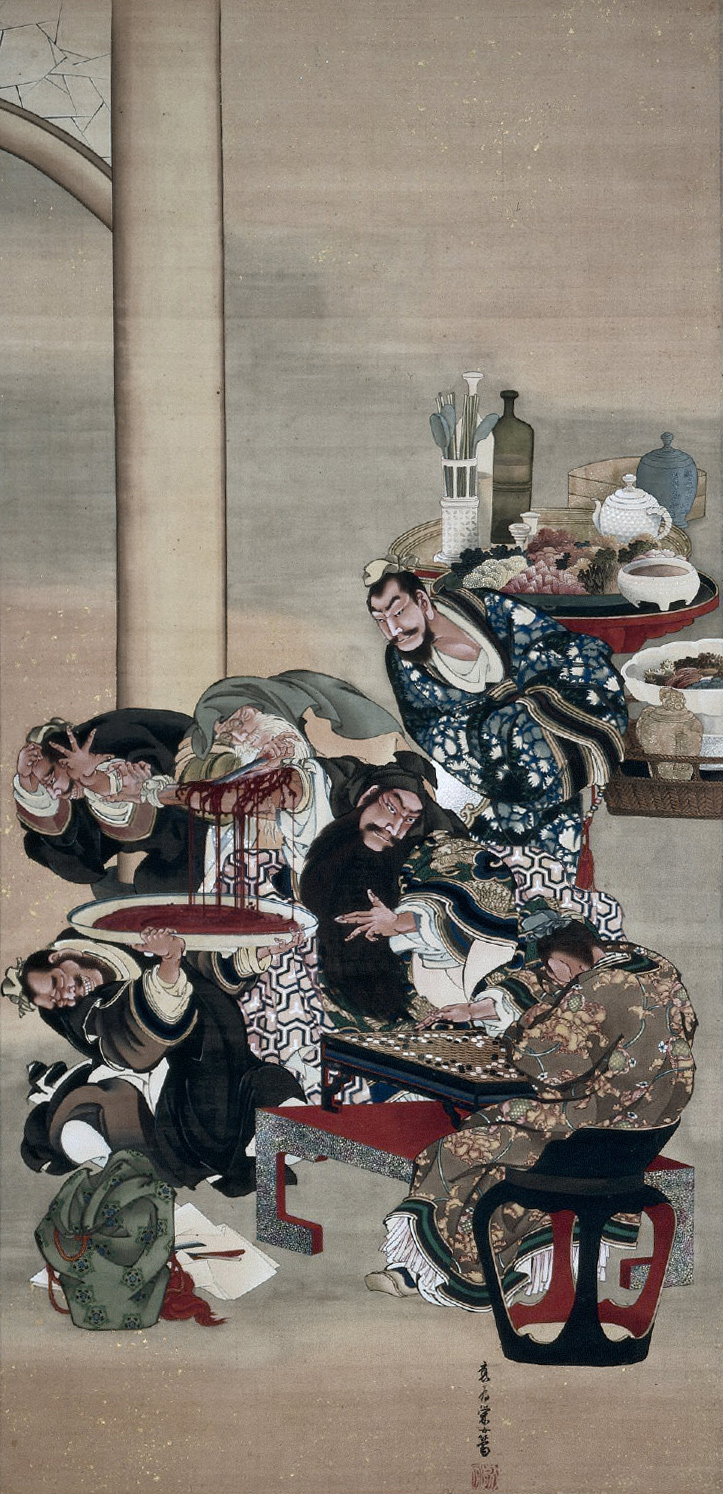
Opération sur le bras de Guan Yu.

Elle a également été créditée comme illustratrice pour les livres suivants.
- Manuel Illustré pour la Vie Quotidienne des Femmes (1847) ;
- Dictionnaire de Sencha (1848)[6].

## Postérité
La romancière canadienne Katherine Govier a écrit un roman sur Ōi intitulé The Ghost Brush (2010, également intitulé The Printmaker's Daughter).
L'histoire de Ōi a été adaptée en bande dessinée sous le titre Miss Hokusai (1983-87), et ensuite en dessin animé en 2015. Le film a remporté de nombreux prix.